# Pseudogalepsus modestior
Pseudogalepsus modestior är en bönsyrseart som beskrevs av Schulthess-rechberg 1899. Pseudogalepsus modestior ingår i släktet Pseudogalepsus och familjen Tarachodidae. Inga underarter finns listade i Catalogue of Life.